# Macrocheira kaempferi
Espèce
Synonymes
- Maja kaempferi Temminck, 1836
- Inachus kaempferi (Temminck, 1836)
- Kaempferia kaempferi (Temminck, 1836)

Le crabe-araignée géant du Japon (Macrocheira kaempferi) est une espèce de crustacés de la famille des Inachidae vivant en mer au large du Japon. C'est la seule espèce encore vivante du genre Macrocheira. C'est le plus grand des arthropodes vivants et de tous les temps connu à ce jour,.
Cette espèce comestible est pêchée par les populations japonaises, à l'échelle artisanale.
Malgré sa taille imposante, il s'adapte bien à la vie en captivité, principalement dans les aquariums publics.

## Description

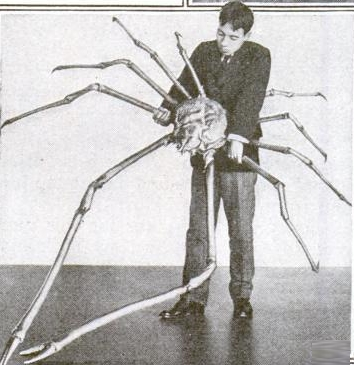
Comparaison d'un mâle adulte avec un homme de taille moyenne.

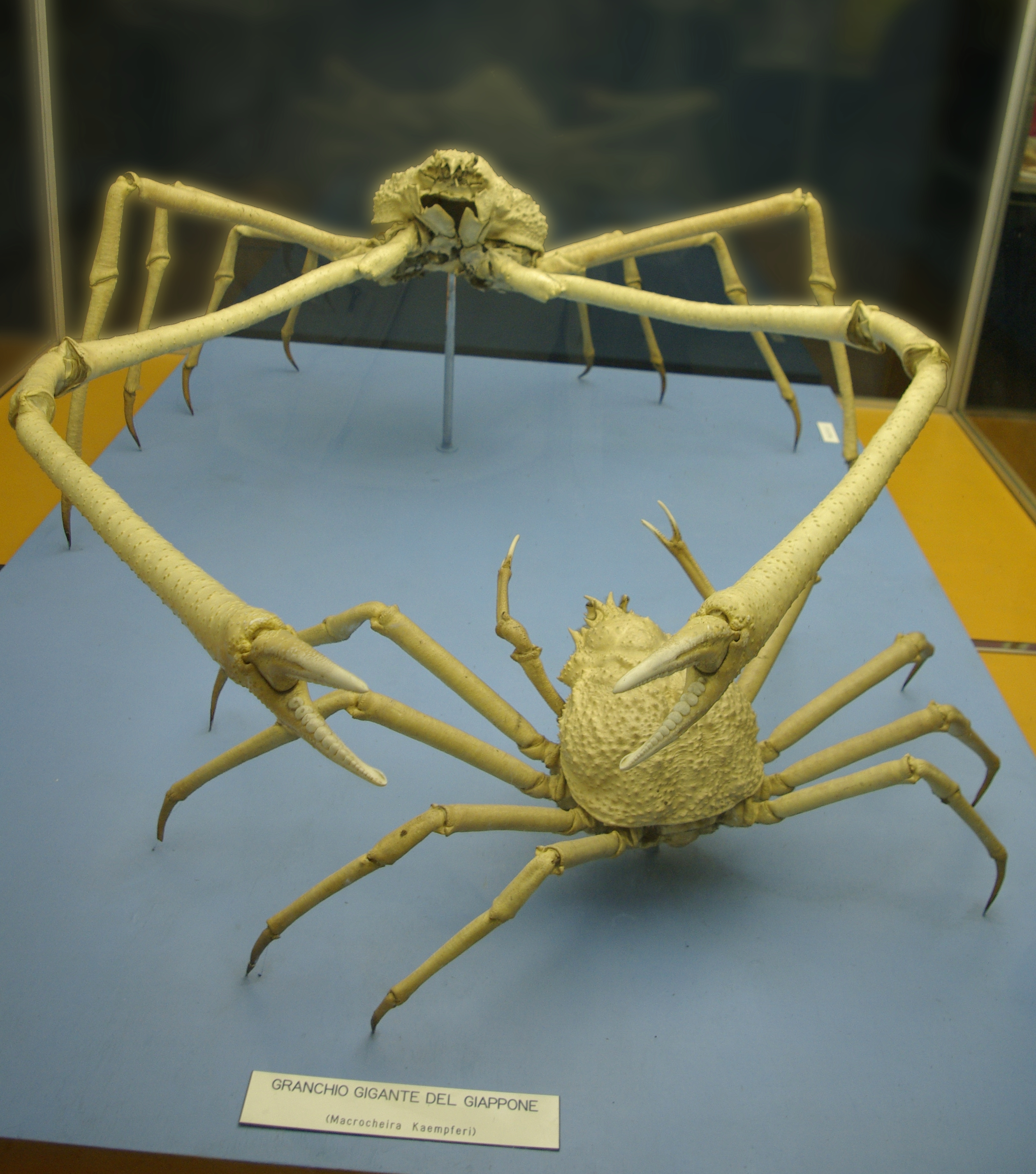
Le mâle a des chélipèdes plus longs que la femelle.

Le crabe-araignée géant du Japon peut atteindre jusqu'à 3,5 m d'envergure, pattes étendues, dont 37 cm pour le corps, et un poids d'environ 20 kg, ce qui en fait le plus grand arthropode vivant,,. Comme la taille de la première paire de pattes n'est pas liée avec la taille de l'animal, mais avec son âge, la taille est mesurée avec la deuxième paire de pattes permettant une comparaison taille/poids plus fiable.
Il est orange, avec des taches blanches le long des pattes. C'est le mâle qui a les plus longs chélipèdes, tandis que la femelle les a beaucoup plus courts, comparés à ses pattes. Outre sa taille exceptionnelle, il diffère des autres crabes car les premiers pléopodes des mâles sont inhabituellement tordus et ses larves ont des caractères primitifs.

## Distribution géographique
Le crabe-araignée géant du Japon se rencontre sur les fonds de l'océan Pacifique, dans les eaux du Japon. Notamment au large des côtes sud de l'île japonaise de Honshū, dans la baie de Tokyo à la préfecture de Kagoshima. Des populations périphériques vivent au large de la préfecture d'Iwate et de Su'ao à Taïwan. Les adultes vivent à des profondeurs allant jusqu'à 600 m, tandis que les jeunes fréquentent des eaux moins profondes (50 m).

## Cycle de vie
Dans son milieu naturel, le crabe-araignée géant du Japon se nourrit de carcasses d'animaux et fruits de mer (crustacés, mollusques, etc). Il peut vivre jusqu'à l'âge de 100 ans. Le développement des larves planctoniques dépend de la température et prend entre 54 et 72 jours à 12−15 °C.

## Taxinomie
Sa position dans les Majoidés n'est pas établie de manière certaine, anciennement dans les Majidés, actuellement dans les Inachidés, voire dans sa propre famille des Macrocheiridés. Son nom scientifique est un hommage au médecin et voyageur allemand Engelbert Kaempfer.

## Le crabe-araignée géant du Japon et l'homme

### Pêche
Le crabe-araignée géant du Japon, malgré sa réputation d'animal féroce, est parfois consommé par les populations japonaises. Un total de 24,7 tonnes a été collecté en 1976, mais seulement 3,2 tonnes en 1985. La pêche est concentrée autour de la baie de Suruga où la population a considérablement diminué, forçant les pêcheurs à sonder plus profondément, afin de les capturer. La taille moyenne des prises des pêcheurs est de 1,0 à 1,2 mètre pour les pattes.

### Captivité

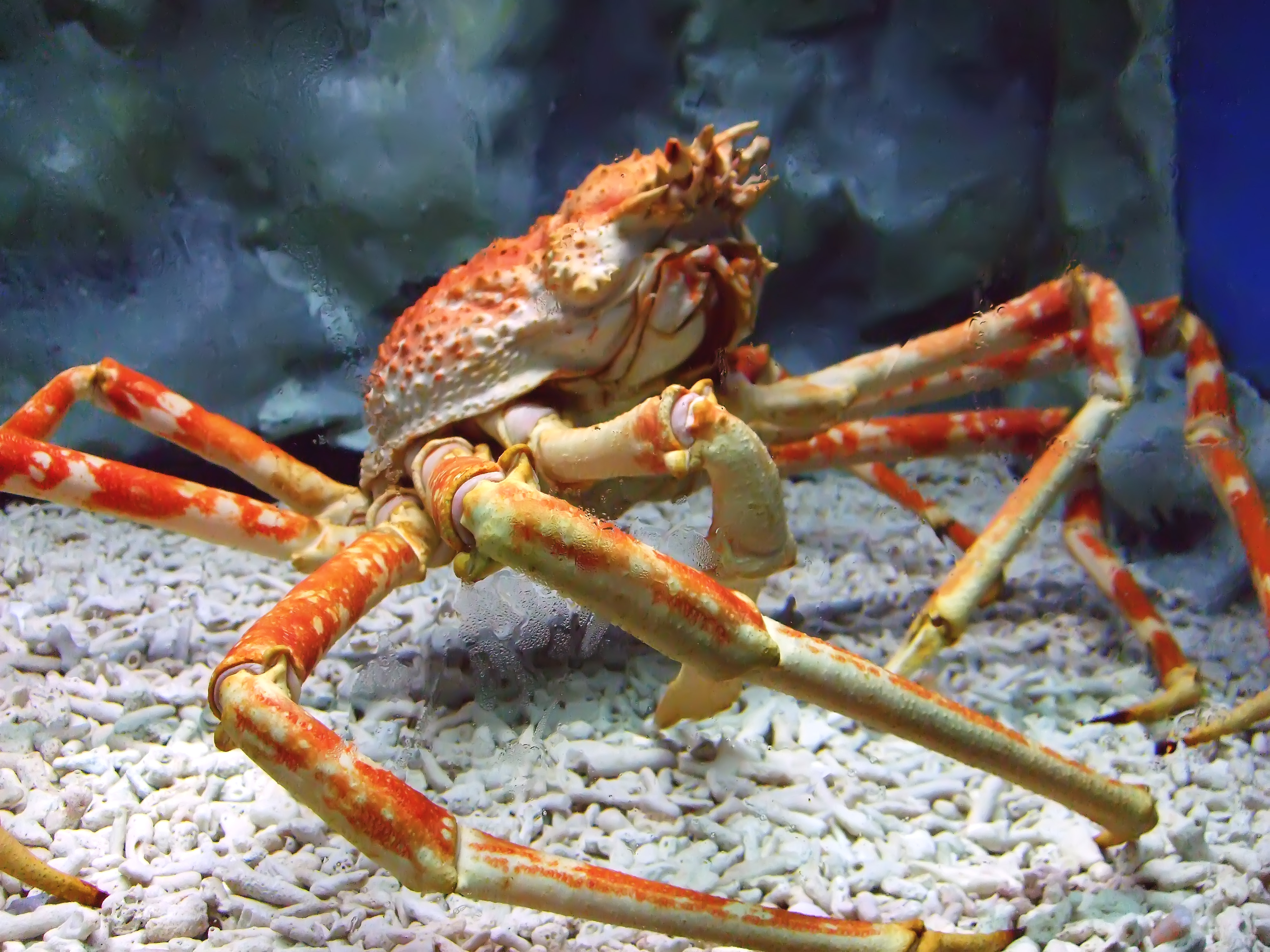
Un spécimen au Manila Ocean Park aux Philippines.

Du fait de son tempérament calme et de ses faibles exigences, le crabe-araignée géant du Japon peut être maintenu en captivité ; mais en raison de sa grande taille, seuls les aquariums publics peuvent en accueillir. Ce sont en général de petits et jeunes individus.